# Tupac Shakur
Tupac Amaru Shakur (született : Lesane Parish Crooks), (művésznevén 2Pac és Makaveli) (New York, 1971. június 16. – Las Vegas, 1996. szeptember 13.) amerikai rapper és színész. Albumai több mint 75 millió példányban keltek el világszerte, 2010-es adatok szerint. Minden idők egyik legnagyobb rapperének tekintik. A Rolling Stone magazin 86. helyre rangsorolta a Minden idők legnagyszerűbb előadói listáján.
Legtöbb dalszövege az erőszakkal teli gyermekkoráról, a gettó nehézségeiről, a rasszizmusról, társadalmi problémákról vagy éppen más rapperekkel való nézeteltéréseiről szól. Karrierjét roadie-ként kezdte, de volt háttértáncos, valamint MC volt a Digital Underground alternatív hiphopcsapatban.
Rokonai nagy része – köztük édesanyja és édesapja – tagja volt a Fekete Párducok nevezetű radikális csoportnak. Ő volt az egyik főszereplője a keleti- és nyugati-parti rapperek között kialakult konfliktusnak, miután összetűzésbe került Notorious B.I.G.-gel és kiadójával, a Bad Boy Records-szal.
1996. szeptember 7-én, Las Vegasban meglőtték, a Southern Nevada University Medical Centerbe szállították, ahol hat nappal később, szeptember 13-án elhunyt.

## Élete

### Ifjúkora (1971–1990)

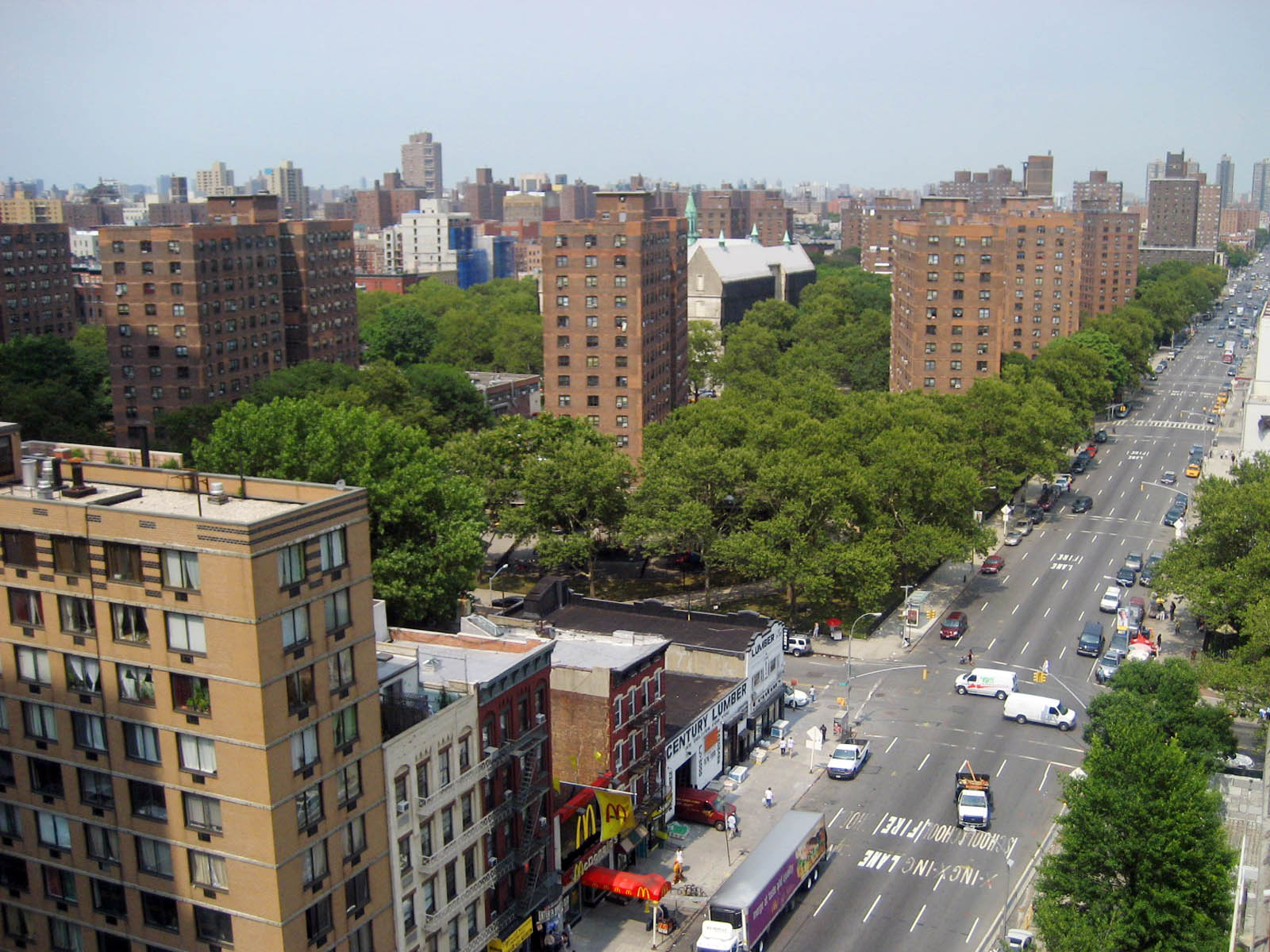
Kelet-Harlem

Tupac Amaru Shakur 1971. június 16-án született Kelet-Harlemben. Nevét II. Tupac Amaru (neve fénylő kígyót jelent) inka nemes után kapta, akinek vezetésével felkelés tört ki 1780-ban Peruban, a spanyol gyarmati uralom ellen. Egyes források szerint Lesane Parish Crooks néven született. Ezt a nevet azért adta neki anyja, hogy ne kerüljön konfliktusba amiatt. Ezt megváltoztatta, miután hozzáment Mutulu Shakurhoz.
Anyja, Afeni Shakur és vér szerinti apja, Billy Garland a szélsőbaloldali Fekete Párducok aktív tagja volt New Yorkban, az 1960-as és az 1970-es években, Shakur két hónappal azután született, hogy anyját felmentették az Egyesült Államok elleni összeesküvés vádja alól.
Kétéves volt, amikor megszületett húga, Sekyiwa, aki mostohabátyjával, Mopreme-mel együtt sokat szerepel Shakur későbbi műveiben.
1986-ban a család Baltimore-ba költözött. Miután befejezte második évét a Paul Laurence Dunbar Középiskolában, átiratkozott a Baltimore-i Művészeti Iskolába, ahol színészetet, költészetet, dzsesszt és balettot tanult. Szerepelt Shakespeare-darabokban, és az Egérkirályt alakította a Diótörőben. Egyik barátjával, Dana "Mouse" Smith-szel – aki Shakur beatboxosa volt -, sok rapversenyen indultak, melynek nagyját megnyerték, ezáltal Shakur vált a legjobb rapperré az egész iskolában. Shakur önmagára úgy emlékezett, mint az egyik legnépszerűbb gyerekre az iskolában, humorérzéke és zenei képességei miatt, valamint amiatt is, hogy minden társasághoz tudott csatlakozni. Közeli barátságban volt Jada Pinkettel (aki később Will Smith felesége lett), ez a barátság egészen a haláláig tartott. Ezalatt az idő alatt befogadták a Baltimore-i Young Communist League USA-be, és találkozgatni kezdett a helyi kommunista párt igazgatójának lányával.
1988-ban elköltöztek Kaliforniába, Marin City-be. Itt beiratkozott a Tamalpais Középiskolába, nem messze Mill Valleytől. 1989-ben elkezdett járni Leila Steinberg költészet óráira. Ugyanebben az évben Steinberg szervezett egy koncertet Shakur csapatával, a Strictly Dope-pal; a koncert odáig vezetett, hogy szerződést kötött Atron Gregoryval, aki berakta őt háttértáncosnak és roadnak a Digital Underground fiatal rapcsapatba.

### 1990–1992:2Pacalypse Now, rendőrtámadás és a Marin City-i lövöldözés
Shakur profi előadói karrierje az 1990-es évek elején indult meg, amikor megmutatta képességeit a Digital Underground "Same Song" című számában, amit egy filmhez, a Nothing but Troublehoz készítettek. A dal felkerült a csapat első EP-jére, This is an EP Releasere. Ezek után megjelentette debütálóalbumát, a 2Pacalypse Nowt. Bár a lemezről nem került ki toplistás szám, a kritikusoktól pozitív visszajelzéseket kapott, valamint számos rapper, többek közt Nas, Eminem, Game, és Talib Kweli is inspirációs forrásként jelölte meg az alkotást.
A lemezről három kislemezt adtak ki, a "Brenda's Got a Baby"-t, a "Trapped"-et, és az "If My Homie Calls"-t. Az "I Don't Give a Fuck" című szám szerepelt a Grand Theft Auto: San Andreas videójátékban.
1991 októberében 10 millió dollárra perelte az Oaklandi Rendőrséget, mert állítása szerint a rendőrök bántalmazták őt. 1992. augusztus 22-én, Marin Cityben, Shakur egy fesztiválon lépett fel, majd fellépése után ott maradt egy kis időre aláírásokat osztani a rajongóinak. Valaki a tömegből előrántott egy Colt Mustang típusú lőfegyvert, majd elejtette azt, ám amikor felvette, a pisztoly elsült. A golyó egy Qa'id Walker-Teal nevű, hatéves kisfiút talált el, aki éppen a játszótéren játszott. Más állítások szerint egy tűzharcban eltévedt golyó ölte meg a kisfiút, amit Shakur kísérete és egy rivális csoport vívott egymással. Shakur és Mopreme elhajtottak az autójukkal, ám a dühös tömeg megállította őket. A rendőrök kimentették őket, utána viszont őrizetbe lettek véve. Később azonban távozhattak, ugyanis nem emeltek vádat ellenük. 1995-ben viszont Qa'id édesanyja vádat emelt Shakur ellen. A ballisztikai jelentés alapján a golyó nem Shakur, vagy kíséretének egyik tagjának fegyveréből származott. Shakur ügyvédje azt mondta, hogy a fesztivál egy "csúnya helyzet" volt és ügyfele részvétét fejezte ki a kisfiú halálával kapcsolatban. Shakur kiadója nem hozta nyilvánosságra a megegyezés árát, állítólag 300 000 és 500 000 dollár közötti összegről van szó.

### 1993:Strictly 4 My N.I.G.G.A.Z., erőszakolási vád és a lövöldözés Atlantában
1993 februárjában jelent meg második stúdióalbuma, a Strictly 4 My N.I.G.G.A.Z.. Ezen albuma jobban teljesített, 24. helyen nyitott a Billboard 200-on. A dalok jobban kihangsúlyozzák politikai és társadalmi nézeteit. Az albumról a "Keep Ya Head Up"-ot és az "I Get Around"-ot adták ki kislemezként. A bakelit-kiadáson az A-oldalnak (1-8) "Fekete oldal" volt a neve, a B-oldalnak (9-16) pedig "Sötét oldal" nevet adták. 2004-es adatok szerint ez Shakur tizedik legjobban fogyó albuma, 1 366 000 eladott példányszámmal.
1993 októberében Atlantában két szolgálaton kívüli rendőr, Mark és Scott Whitwell, éppen feleségeikkel ünnepeltek, amikor áthaladtak az úton és egy autó "majdnem elütötte" őket. Veszekedés tört ki, amikor is Shakur kiszállt egy másik autóból. Shakur meglőtte az egyik Whitwellt a fenekénél, a másikat pedig vagy a lábánál, vagy a hasánál, vagy a hátánál lőtte meg, ugyanis minden híradó, amely közvetített az eseményről, mást állított. Mark Whitwellt megvádolták, hogy tüzet nyitott Shakur autójára, majd később hazudott a rendőrségen; végül minden vádat ejtettek.
1993 novemberében Shakurt szexuális zaklatással vádolták meg, amit egy hotelszobában követett el. Shakur tagadta a vádakat. Elmondása szerint pár nappal azelőtt, hogy a nő megvádolta volna, találkoztak és nem mutatott semmiféle ellenállást. A nő elmondása szerint az erőszak akkor történt, amikor másodszor látogatta meg Shakurt a szobájában. Állítása szerint nem csak Shakur, hanem kísérete is megerőszakolta. A vizsgálat során Shakurt szexuális zaklatás vádpontban bűnösnek találták. Büntetése másfél évtől négy és fél évig terjedő szabadságvesztés volt. A bíró úgy írta le bűncselekményt, mint "brutális erőszak egy védtelen nő ellen".

### 1994: Thug Life,Thug Life: Volume 1és a gyilkossági kísérlet
1993 végén Shakur megalapította közeli barátaival, valamint mostohabátyjával, Mopreme Shakurral a Thug Life rapcsapatot. Egyetlen albumuk jelent meg, a Thug Life: Volume 1, 1994. szeptember 26-án. A csapat sokszor lépett fel Shakur nélkül. Az album eredetileg Shakur saját kiadójánál, az Out Da Gutta Recordsnál jelent meg. A gangsta rap kritikái miatt sok számot nem raktak fel az albumra, valamint sokat újra felvett; ezért van csak tíz szám rajta. Bár az eredeti kiadás nem volt még kész, Shakur előadta az "Out on Bail" című számot az 1994-es Source Awardson. Az album aranylemez minősítést kapott, valamint a "How Long Will They Mourn Me?" című szám szerepelt Shakur Greatest Hits válogatásalbumán.

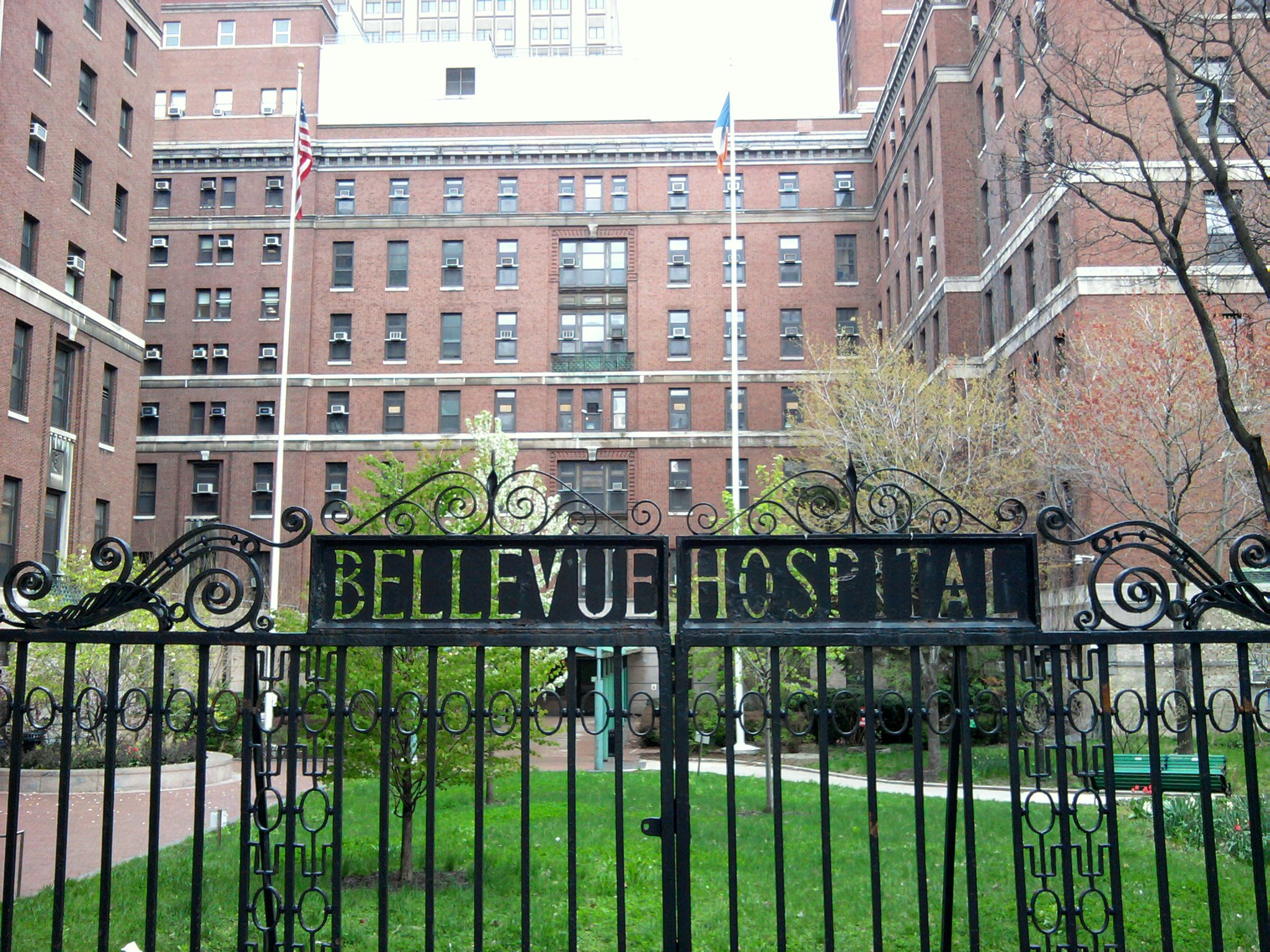
Shakurt a Bellevue Kórházba szállították a gyilkossági kísérlet után

1994. november 30-án éjjel, a zaklatási tárgyalás előtti napon Shakurt ötször meglőtték, majd kirabolták ismeretlen tettesek a manhattani Quad Recording Studios halljában. Shakur később Sean Combsot, Andre Harrellt és Notorious B.I.G.-t vádolta ezzel kapcsolatban, akiket éppen a támadás után látott. Shakur meggyanúsította Randy "Stretch" Walkert, aki közeli barátja volt. A Biggie & Tupac című dokumentumfilmben Wallace azt állította, hogy éppen a stúdióban dolgoztak, és nem tudták, hogy Shakur ott van. Amikor hallották, hogy itt van, leküldték Lil' Cease-t, hogy hozza fel, de amikor leért, már meglőtték. Amikor Wallace és kísérete leért, már hordágyon vitték ki Shakurt, aki eszméleténél volt és a középső ujját mutatta a körülötte állóknak.
A Bellevue Kórház orvosai szerint Shakurt ötször találták el; kétszer fejét, kétszer az ágyékát és egyszer – a kezén keresztül – a combját. A kórházból a műtét után három órával jelentkezett ki. Az azt követő napon Shakur tolószékkel jelent meg a bíróságon, ahol bűnösnek találták három rendbeli molesztálásért.

### 1995: Börtönbüntetés,Me Against the Worldés az óvadék
Börtönbüntetését 1995. február 14-én kezdte meg a Clinton Correctional Facilityben. Néhány nappal később jelent meg a Me Against the World című albuma. Ezzel Shakur lett az első előadó, akinek egy albuma első helyezett lett a Billboard 200-on, miközben börtönbüntetését töltötte. Az album 240 000 példányszámban kelt el az első héten, amivel rekordot állított be az első héten legtöbb albumot eladó rap előadó kategóriájában. Büntetése alatt feleségül vette Keisha Morrist; a pár 1996-ban vált el. A börtönben hódolhatott egyik szenvedélyének, az olvasásnak; Niccolò Machiavelli és Sun Tzu könyveit, valamint politikával kapcsolatos műveket olvasott. Egy forgatókönyvet is írt, Live 2 Tell címmel, ami egy kamaszról szól, aki drogbáróvá válik.
Az albumot nagyon jól fogadták, sokan Shakur karrierjének magnum opusának tartják. Valamint az albumot minden idők egyik legjobb és legjelentősebb hiphop albumának tartják. A negyedik helyet foglalja el Shakur legkelendőbb albumainak listáján, 2 439 000 eladott példányszámmal. A lemez megnyerte a legjobb hiphop album kategóriában az 1996-os Soul Train Music Awardsot.
A "Dear Mama" volt az első kislemez, ami megjelent az albumról, 1995 februárjában; a B-oldalra az "Old School" című szám került fel. A "Dear Mama" valószínűleg a legsikeresebb kislemez az albumról, ugyanis a Hot Rap Tracks listán első helyezést ért el, a Billboard Hot 100-on pedig a kilencedik helyet foglalta el, aranylemez lett belőle ugyanez év júliusában, valamint az év végi Billboard listán az ötvenegyedik helyezést érte el. A második kislemez, a "So Many Tears négy hónappal az első után jelent meg. A Hot Rap Singles listán hatodik, a Billboard Hot 100-on pedig a negyvennegyedik helyet foglalta el. A "Temptations" ugyanezen év augusztusában jelent meg; ez volt az utolsó kislemez az albumról.
1995 októberében fellebbezés történt Shakur ügyében, de hiába a neki járó jogdíjaknak, nem tudott összegyűjteni 1 400 000 dollárt az óvadékra. Miután tizenegy hónapot letöltött büntetéséből, Shakurt szabadon engedték, ugyanis Suge Knight, a Death Row Records vezérigazgatója kifizette az óvadékot, azért cserébe, hogy Shakur leszerződik három albumra a kiadóhoz.

### 1996:All Eyez on MeésThe Don Killuminati: The 7 Day Theory
All Eyez on Me címmel jelent meg negyedik stúdiólemeze, 1996. február 13-án, a Death Row Records és az Interscope Records gondozásában. Az albumra hivatkoztak már úgy is, mint az 1990-es évek hiphopjának megkoronázása. Az Allmusic szerint "annak ellenére, hogy vitathatatlanul vannak az albumon töltelékszámok, de még így is 2Pac egyik legjobb lemeze, amit elkészített". Az albumon két Billboard Hot 100-as listán első helyet szerző kislemez is van, a "How Do U Want It" és a "California Love". Ez az album volt a második Shakurtól, ami két listán is, a Billboard 200-on és a Top R&B/Hip-Hop Albums-on is első helyezést szerzett. Az album megnyerte, az 1997-es Soul Train R&B/Soul or Rap Album of the Year Awardot. Shakur emellett még megnyerte a "Kedvenc rap/hiphopelőadó" kategóriát, a 24. évi Amerikai Zenei Díjátadón.

### Magánélete
Shakur nagy rajongója volt az olvasásnak. Olyan írók inspirálták, mint William Shakespeare, Niccolò Machiavelli, Donald Goines, Szun-ce, Kurt Vonnegut, Bakunyin, Maya Angelou, Alice Walker és Halíl Dzsibrán.
Shakur sosem követett egy adott vallást, viszont néhány dala, például az "Only God Can Judge Me", "So Many Tears" valamint verseskötete, a The Rose That Grew from Concrete, emellett számos interjújában elhangzottak  miatt arra lehet következtetni, hogy hitt Istenben. Sok elemző ezen tények alapján deistának írja le őt. Hitt a karmában, de elutasította a szó szerint vett túlvilág elméletét, valamint a szervezett vallásokat.
Számos rokona volt tagja a Fekete Párducok nevezetű radikális csoportnak: mostohaapja, Mutulu Shakur, mostohanagynénje, Assata Shakur, biológiai apja, Billy Garland és édesanyja, Afeni Shakur.

### Halála
1996. szeptember 7-én, Las Vegas-ban Tupac Shakur részt vett Suge Knighttal a Bruce Seldon vs. Mike Tyson bokszmérkőzésen az MGM Grandban. A mérkőzés után Suge Knight egyik embere észrevette az előcsarnokban Orlando Andersont a Southside Crips banda egyik emberét. Az év elején Anderson és pár Crips tag kirabolta a Death Row Records lemezkiadó egyik alkalmazottját. Suge szólt Tupacnak, aki a Death Row néhány emberével együtt megtámadta Andersont, a verekedést felvették a hotel kamerái. A verekedés után Tupac és a Death Row emberei elindultak koncertezni a Club 622-be, ami Suge tulajdonában volt. Tupac együtt utazott Suge-dzsal egy 1996-os fekete BMW 750iL sedanban, őket követte a Death Row konvoj.
23:00-kor megállította őket egy motorkerékpáros rendőr a Las Vegas Boulevard-on, mert túl hangosan szólt a zene az autóban, és mert az autón nem volt rendszámtábla. 23:15-kor mikor megálltak egy piros lámpánál, egy fehér Cadillac gurult a BMW mellé és a hátsó ülésről tüzet nyitottak Tupac-ra. Összesen négyszer találták el, kétszer mellkason, egyszer a karján és egyszer a combján, az egyik golyó Tupac jobb tüdejébe fúródott. Suge Knightot a fején találta el egy repeszdarab.
Miután a rendőrség és a mentők a helyszínre érkeztek, a haldokló Tupacot elszállították a Dél-Nevadai University Medical Centerbe. A kórházban két műtéten esett át, jobb tüdejét eltávolították és mesterséges kómába helyezték, miután többször megpróbált felkelni az ágyból. Suge Knightot szeptember 8-án, másnap kiengedték a kórházból, a nyomozóknak azt mondta, hogy "hallott valamit, de nem látott semmit" a lövöldözés estéjén.
Szeptember 12-én délután a tüdőeltávolítás miatt Tupac légzése összeomlott, az orvosok megpróbálták visszahozni, de nem tudták megállítani a vérzést. Édesanyja, Afeni Shakur döntött úgy, hogy kapcsolják le Tupacot a lélegeztetőgépről.
Tupac Shakurt 1996. szeptember 13-án, pénteken 4:03-kor nyilvánították halottnak. Az ötödik stúdióalbuma, The Don Killuminati: The 7 Day Theory két hónappal a halála után, 1996. november 5-én jelent meg.
1996-ban a lövöldözéshez elsőként kiérkező rendőrjárőr, Chris Carroll elmondta egy interjúban hogy a haldokló Tupac nem árulta el, hogy ki lőtt rá. Amikor Caroll megkérdezte Tupacot, hogy „mi történt, ki lőtte le?” Tupac csak annyit válaszolt, „Baszdmeg”.

## Elismerések

### Öröksége
A Mobb Deep koncertjén, amit Shakur halála után rendeztek, a tömeg a "Makaveli" nevet skandálta, hangsúlyozva a The Don Killuminati: The 7 Day Theory album jelentőségét, valamint, hogy Shakur maga is New Yorkban tartózkodott a nyugati- és keleti-part között, a média által felfújt viszály tetőpontján. Ő volt az egyik előadó a kevés közül, akinek tisztelettel adóztak az Up In Smoke Touron.
Shakur nagy tiszteletnek örvend a hiphop színtéren – a How to Rap című könyvben Bishop Lamont írja, hogy Shakur "uralta az összes elemét" a rappalésnek. Fredro Starr az Onyx együttes egy tagja szerint pedig Shakur volt a "flow mestere". "Mindenki, aki a kilencvenes években nőtt fel, tartozik Tupacnak", írja 50 Cent. "Olyan zenét csinált, amilyet senki előtte". Az About.com szerint Shakur volt a legbefolyásosabb rapper, aki valaha élt.

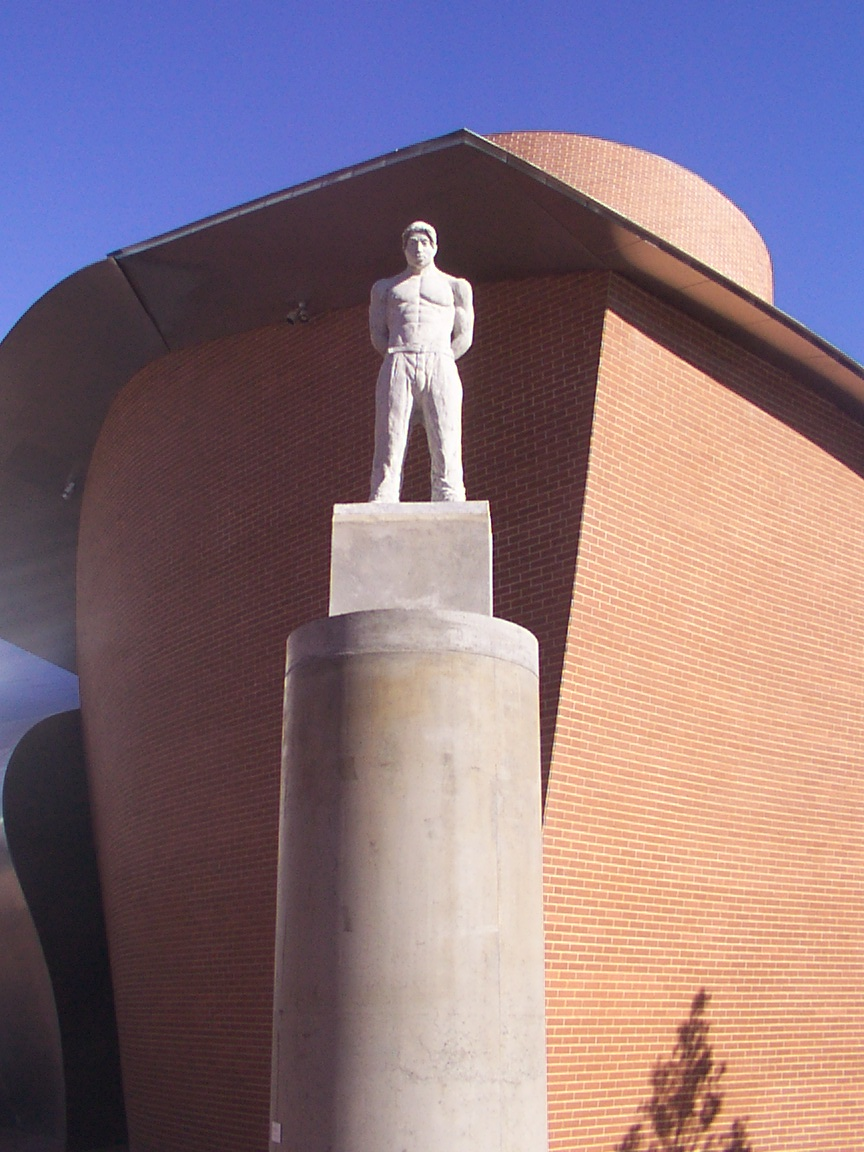
Tupac Shakur szobra a Marta Múzeumnál, Herfordban, Németországban.

Annak érdekében, hogy megőrizze fia örökségét, Afeni Shakur 1997-ben létrehozta a Shakur Family Foundationt (később Tupac Amaru Shakur Foundation, vagy rövidítve TASF). A TASF kitűzött célja, hogy "támogatást és képzést kapjanak azok a diákok, akik kreatív tehetségüket akarják fejleszteni". A TASF támogatója az esszéíró versenyeknek, jótékonysági eseményeknek, táborokat szerveznek tizenéveseknek, valamint támogatják az egyetemi ösztöndíjakat. Az Alapítvány hivatalosan is megnyitotta a Tupac Amaru Shakur Művészeti Központot, Georgiában, 2005. június 11-én.
A Tupac: Resurrection című dokumentumfilm, ami 2003. november 14-én jelent meg, Oscar-díjra jelölték 2005-ben. A munkálatokat személyesen figyelte Shakur édesanyja. A bevételt jótékony célra ajánlották fel.
2003. április 17-én rendezték meg a Harvard Egyetem által szervezett "All Eyez on Me: Tupac Shakur and the Search for the Modern Folk Hero" elnevezésű szimpóziumot.
2003-ban jött létre a Makaveli Branded Clothing ruházati márka Afeni által. 2005-ben a Death Row Records kiadta a Tupac: Live at the House of Bluest. Ez az utolsó felvett előadása.
2006. augusztusában jelent meg a Tupac Shakur Legacy című interaktív életrajz, amit Jamal Joseph írt. Többek közt megtalálhatók benne addig nem látott családi fotók, versek, kézzel írt dalszövegek. 2006. november 21-én jelent meg hatodik posztumusz stúdióalbuma, a Pac's Life, halálának tizedik évfordulójára emlékezvén. Még mindig ő az egyik leghíresebb előadó a zeneiparban.
A Forbes magazin szerint Shakur vagyona 2008-ban 15 millió dollár volt. 2002-ben felkerült a "Tíz legjobban kereső halott híresség" listára.
2012. április 15-én, a Coachella fesztiválon megjelenítették Shakur "hologramját" (igazából egy 2D-s videó kivetítés volt), ami előadta két számát, "Hail Mary"-t és a "2 of Amerikaz Most Wanted"-et, utóbbit Snoop Dogg közreműködésével. A hologram látványát egy optikai illúzió segítségével hozták létre, amit "Pepper's ghost"-nak hívnak.

## Diszkográfia
| - 1991: 2Pacalypse Now - 1993: Strictly 4 My N.I.G.G.A.Z. - 1995: Me Against the World - 1996: All Eyez on Me - 1996: The Don Killuminati: The 7 Day Theory - 1996: The Don Killuminati: The 7 Day Theory - 1997: R U Still Down? (Remember Me) - 2001: Until the End of Time - 2002: Better Dayz - 2004: Loyal to the Game - 2006: Pac's Life | - 1994: Thug Life: Volume 1 (a Thug Life-al) - 1998: Greatest Hits - 2003: Tupac Resurrection - 2003: The Prophet: The Best of the Works |

## Filmográfia
| Év   | Cím                            | Szerep                   | Megjegyzések                             |
| ---- | ------------------------------ | ------------------------ | ---------------------------------------- |
| 1991 | Eszelős szívatás               | Önmaga                   | (rövid szerep)                           |
| 1992 | Hosszú Lé                      | Bishop                   | első főszerep                            |
| 1993 | Hazug igazság                  | Lucky                    | főszerep Janet Jacksonnal                |
| 1994 | Harlemi ziccer                 | Birdie                   | főszerep Duane Martinnal                 |
| 1995 | Murder Was the Case: The Movie | Sniper                   | (nincs jegyezve). "Natural Born Killaz". |
| 1996 | Önpusztítók                    | Tank                     | halála után egy hónappal jelent meg      |
| 1997 | Az utolsó belövés              | Ezekiel 'Spoon' Whitmore | halála után négy hónappal jelent meg     |
| 1997 | Bűnös szándék                  | Detective Rodríguez      | utolsó filmes szerepe                    |

### Dokumentumfilmek
- 1997: Tupac Shakur: Thug Immortal
- 1997: Tupac Shakur: Words Never Die (TV)
- 2001: Tupac Shakur: Before I Wake...
- 2001: Welcome to Deathrow
- 2002: Tupac Shakur: Thug Angel
- 2002: Biggie & Tupac
- 2002: Tha Westside
- 2003: 2Pac 4 Ever
- 2003: Tupac: Resurrection
- 2004: Tupac vs.
- 2004: Tupac: The Hip Hop Genius (TV)
- 2006: So Many Years, So Many Tears
- 2007: Tupac: Assassination
- 2009: Tupac: Assassination II: Reckoning

### Fordítás
- Ez a szócikk részben vagy egészben  a   Tupac Shakur című angol Wikipédia-szócikk ezen változatának fordításán alapul.  Az eredeti cikk szerkesztőit annak laptörténete sorolja fel. Ez a jelzés csupán a megfogalmazás eredetét és a szerzői jogokat jelzi, nem szolgál a cikkben szereplő információk forrásmegjelöléseként.
- Ez a szócikk részben vagy egészben  a   Tupac Shakur című francia Wikipédia-szócikk ezen változatának fordításán alapul.  Az eredeti cikk szerkesztőit annak laptörténete sorolja fel. Ez a jelzés csupán a megfogalmazás eredetét és a szerzői jogokat jelzi, nem szolgál a cikkben szereplő információk forrásmegjelöléseként.